# سیارک ۲۳۹۴۴
سیارک ۲۳۹۴۴ (به انگلیسی: 23944 Dusser، نامگذاری:1998UR3) بیست و سه هزار و نهصد و چهل و چهارمین سیارک کشف شده‌است که در ۲۰ اکتبر ۱۹۹۸ کشف شد.
قدر مطلق سیارک برابر ۱۵.۵ است.